# رنه دوبوس
رنه دوبوس (انگلیسی: René Dubos; ۲۰ فوریهٔ ۱۹۰۱ – ۲۰ فوریهٔ ۱۹۸۲) دانشمند میکروبیولوژیست، آسیب شناس تجربی، محیط زیست گرا و انسان گرای برنده جایزه پولیتزر در زمینه غیر داستانی برای کتاب «حیوان شدیدا انسان» اهل فرانسه بود. او بخاطر شعار زیست محیطی «جهانی فکر و منطقه ای عمل کن» شهرت یافته است. به غیر از دوره ۱۹۴۲ تا ۱۹۴۴ که استاد آسیب شناسی تطبیقی در موسسه جورج فابین و استاد پزشکی گرمسیری در مدرسه پزشکی و مدرسه سلامت عمومی هاروارد بود او بقیه دوران کار علمی خود را در موسسه تحقیقات پزشکی راکفلر که بعدها به دانشگاه راکفلر تبدیل شد گذراند.